# Encurtido chino

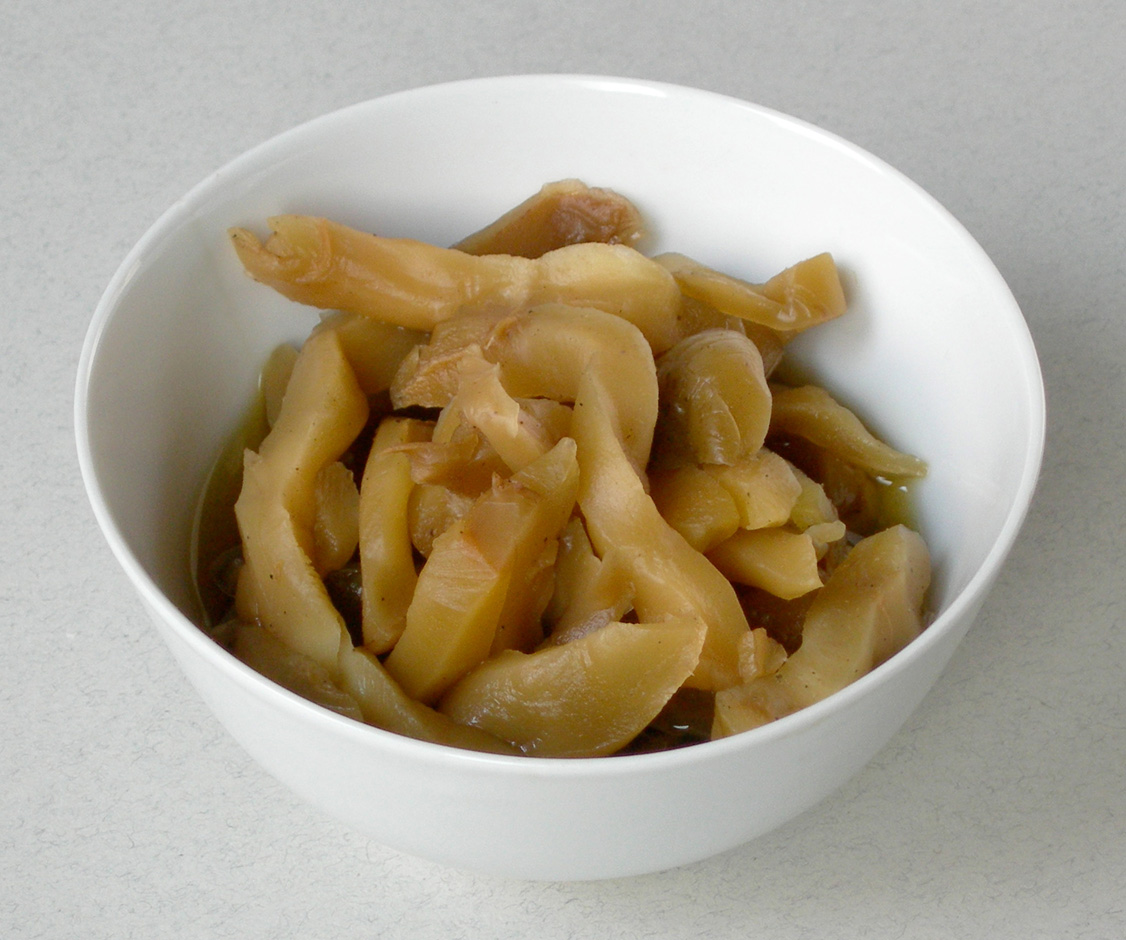
Un tazón con zha cai cortado.

Los encurtidos chinos o verduras chinas en conserva son diversas verduras y frutas que se fermentan encurtiéndolas con sal y salmuera (鹹菜) o se marinan en mezclas a base de salsa de soja o pastas de judía saladas (醬菜). Lo primero suele hacerse con verduras como la mostaza china o el repollo chino, mientras lo segundo se hace con una mayor variedad de verduras, desde mostazas y pepinos hasta melones chinos y rábano.

## Fermentados
Las verduras y ciruelas se salan y se dejan fermentar con la ayuda de cultivos lácticos. Dependiendo del producto final que se desee, la verdura puede fermentarse también con vino chino y especias. Algunos tipos de estas verduras en conserva se producen secándolas repetidamente tras la fermentación.
Algunos tipos son:
- Meigan cai (梅菜)
- Suan cai (酸菜)
- La bai cai
- Conserva de verdura de Tianjin (冬菜)
- Prunus mume (酸梅)
- Zha cai (榨菜)

## Marinados
Las verduras suelen marinarse en una mezcla de salsa de soja con azúcar, vinagre, sal y especias adicionales. La verdura se cuece un poco en la mezcla de soja antes de dejarse enfriar para que absorba la marinada.
Se elaboran con este método:
- Pao cai (泡菜)
- Pepinos
- Rábanos, daikon
- Melón amargo
- Ajo (臘八蒜, labasuan)